# 椰子弗雷德的水果沙拉島
《椰子弗雷德的水果沙拉島》（英語：Coconut Fred’s Fruit Salad Island）是一部加拿大－美國電視動畫，由華納兄弟出品，動畫部分則是由南韓東陽動畫（音譯）製作。
該系列共2季13集，從2005年9月17日到2006年5月27日在Kids' WB華納動畫天地播出。

## 劇情大綱
故事發生在一個完全由擬人化的水果居住的島上。居民無憂無慮地享受屬於自己的熱帶天堂；他們必須與快樂而奇怪的椰子弗雷德分享他們和平的烏托邦，椰子弗雷德是一個異想天開、幸福而愚蠢的椰子，具有將他所想的任何東西具體化的特殊能力。情節圍繞著弗雷德和他的朋友們的冒險展開。

## 外部連結
互联网电影数据库（IMDb）上《椰子弗雷德的水果沙拉島》的资料（英文）